# لاتیمر (ویرجینیای غربی)
لاتیمر (به انگلیسی: Lattimer) یک منطقهٔ مسکونی در ایالات متحده آمریکا است که در شهرستان روان، ویرجینیای غربی واقع شده‌است.